# Lindesberg (đô thị)
Đô thị Lindesberg (Lindesbergs kommun) là một đô thị ở hạt Örebroy ở miền trung Thụy Điển. Thủ phủ là thành phố Lindesberg.
Đô thị hiện nay được lập năm 1971 khi thành phố Lindesberg và thị xã Frövi được hợp nhất.

## Các đơn vị dân cư trực thuộc
Theo quy mô, vào thời điểm năm 2000:
- Lindesberg (thủ phủ)
- Frövi
- Storå
- Fellingsbro
- Vedevåg
- Stråssa
- Gusselby
- Ramsberg
- Rockhammar

## Thành phố kết nghĩa
1. (1940) Kuusankoski, Phần Lan
2. (?) Oppdal, Na Uy
3. (?) Jammerbugt, Đan Mạch
4. (1990) Frunzensky district, Saint Petersburg, Nga
5. (1995) Haßberge, Đức